# Azione di Poljakov
In fisica teorica, l'azione di Poljakov è l'azione bidimensionale che descrive il worldsheet (foglio di mondo) di una stringa, come un ente all'interno della teoria delle stringhe. È stata introdotta da S. Deser e Bruno Zumino, e indipendentemente da L. Brink, P Di Vecchia e P.S. Howe ed è successivamente stata associata ad Aleksandr Poljakov quando ne ha fatto uso per la quantizzazione delle stringhe. L'azione è descritta dalla seguente formula:
{\displaystyle {\mathcal {S}}={\frac {T}{2}}\int {{\text{d}}^{\text{2}}\sigma {\sqrt {-h}}h^{ab}g_{\mu \nu }\left(X\right)\partial _{a}X^{\mu }\left(\sigma \right)\partial _{b}X^{\nu }\left(\sigma \right)},}
dove {\displaystyle T} è la tensione propria della stringa, {\displaystyle g_{\mu \nu }} è la metrica del cosiddetto target manifold (manifold di riferimento) e {\displaystyle h^{ab}} è la metrica di un worldsheet ausiliario chiamata metrica indotta; {\displaystyle h} è il determinante di {\displaystyle h_{ab}}. Tutti i fogli di mondo hanno le dimensioni di una superficie bi-dimensionale e quindi abbiamo bisogno di due parametri per specificare un punto sul foglio; i fisici teorici delle stringhe utilizzano i simboli: {\displaystyle \tau } coordinata temporale e {\displaystyle \sigma } coordinata spaziale per questi parametri. Una convenzione è quella di assegnare segno positivo alla direzione temporale e segno negativo a quella spaziale. Questo è anche conosciuto come modello sigma non lineare.

## Convenzioni analitiche in teoria delle stringhe
Per valutare le proprietà dell'azione di Poljakov è bene ricordare la definizione della lagrangiana nella meccanica relativistica e alcune convenzioni in teoria delle stringhe.
L'approccio Lagrangiano alla meccanica ha il vantaggio di essere facilmente esteso e generalizzato. Per esempio, possiamo scrivere una lagrangiana per una particella relativistica, che sarà valida anche se la particella sta viaggiando quasi alla velocità della luce. Per mantenere l'invarianza di Lorentz, l'azione deve dipendere da quantità che sono le stesse per tutti gli osservatori di Lorentz. La più semplice di queste quantità  è il tempo proprio, indicato con {\displaystyle \tau }, ovvero il tempo misurato da un orologio in un sistema di riferimento solidale con la particella. In accordo con la relativita ristretta si ha che la quantità:
{\displaystyle -(c\,d\tau )^{2}=-ds^{2}=-(c\,dt)^{2}+dx^{2}+dy^{2}+dz^{2},\ }
dove con {\displaystyle c} si è indicata la velocità della luce e con {\displaystyle d\tau =-ds/c}  è la variazione infinitesime del tempo proprio.  Per un punto materiale non soggetto a forze l'azione relativistica è data da:
{\displaystyle S=-mc\int ds=-mc^{2}\int d\tau .}
dove con {\displaystyle m} si è indicata la massa inerziale della particella.
Proprio come il moto di un punto materiale (zero dimensionale) è descritto dalla sua traiettoria su un diagramma spazio-temporale, così una stringa uni-dimensionale è rappresentato da un foglio-mondo. Tutti i fogli di mondo hanno le dimensioni di una superficie bi-dimensionale e quindi abbiamo bisogno di due parametri per specificare un punto sul foglio; i fisici teorici delle stringhe utilizzare i simboli {\displaystyle \tau } e {\displaystyle \sigma }  per questi parametri.
Se con d si indica il numero di dimensioni spaziali, noi possiamo rappresentare un punto nello spazio tempo in questo modo:
{\displaystyle x=(x^{0},x^{1},x^{2},\ldots ,x^{d}).}
Descriviamo una stringa utilizzando delle funzioni che mappano una posizione nello spazio dei parametri ({\displaystyle \tau } , {\displaystyle \sigma }) di un punto nello spazio-tempo.  Per ogni valore di {\displaystyle \tau } e di {\displaystyle \sigma }, queste funzioni sono specificate da un unico vettore di tipo spazio-tempo:
{\displaystyle X(\tau ,\sigma )=(X^{0}(\tau ,\sigma ),X^{1}(\tau ,\sigma ),X^{2}(\tau ,\sigma ),\ldots ,X^{d}(\tau ,\sigma )).}
Le funzioni {\displaystyle X^{\mu }(\tau ,\sigma )} determinano la forma del foglio di mondo presa in considerazione.
Se {\displaystyle g_{\mu \nu }} è il tensore metrico nello spazio tempo(d+1)-dimensionale. Noi abbiamo che la grandezza:
{\displaystyle h_{ab}=g_{\mu \nu }{\frac {\partial X^{\mu }}{\partial \sigma ^{a}}}{\frac {\partial X^{\nu }}{\partial \sigma ^{b}}}\ }
è il tensore metrico indotto sui fogli di mondo.
L'area {\displaystyle {\mathcal {A}}} sul foglio di mondo è data da:
{\displaystyle \mathrm {d} {\mathcal {A}}=\mathrm {d} ^{2}\sigma {\sqrt {-h}}}
dove
{\displaystyle \mathrm {d} ^{2}\sigma =\mathrm {d} \sigma \,\mathrm {d} \tau }
e
{\displaystyle h=\mathrm {det} \left(h_{ab}\right)\ }
Usando la seguente notazione:
{\displaystyle {\dot {X}}={\frac {\partial X}{\partial \tau }}}
e
{\displaystyle X'={\frac {\partial X}{\partial \sigma }},}
uno può riscrivere il tensore metrico {\displaystyle h_{ab}} in questo modo:
{\displaystyle h_{ab}=\left({\begin{array}{cc}{\dot {X}}^{2}&{\dot {X}}\cdot X'\\X'\cdot {\dot {X}}&X'^{2}\end{array}}\right)\ }
{\displaystyle h={\dot {X}}^{2}X'^{2}-({\dot {X}}\cdot X')^{2}}.

## Simmetrie globali
L'azione è invariante per traslazioni e per trasformazioni di Lorentz infinitesimali.
1. {\displaystyle X^{\alpha }\to X^{\alpha }+b^{\alpha }}
2. {\displaystyle X^{\alpha }\to X^{\alpha }+\omega _{\beta }^{\alpha }X^{\beta }}

in cui {\displaystyle \omega _{\mu \nu }=-\omega _{\nu \mu }}, che compone la simmetria di Poincaré del target manifold. {\displaystyle b^{\alpha }} è costante, perciò  l'azione dipende dalla derivata prima di {\displaystyle X^{\alpha }} e per conseguenza {\displaystyle {\mathcal {S}}} non varia se sottoposta a traslazione. Ecco la dimostrazione della seconda relazione:
{\displaystyle {{\mathcal {S}}'}={\frac {T}{2}}\int {{\text{d}}^{\text{2}}\sigma {\sqrt {-h}}h^{ab}g_{\mu \nu }\partial _{a}\left({X^{\mu }+\omega _{\delta }^{\mu }X^{\delta }}\right)\partial _{b}\left({X^{\nu }+\omega _{\delta }^{\nu }X^{\delta }}\right)}=}
{\displaystyle ={\mathcal {S}}+{\frac {T}{2}}\int {{\text{d}}^{\text{2}}\sigma {\sqrt {-h}}h^{ab}\left({\omega _{\mu \delta }\partial _{a}X^{\mu }\partial _{b}X^{\delta }+\omega _{\nu \delta }\partial _{a}X^{\delta }\partial _{b}X^{\nu }}\right)+O\left({\omega ^{2}}\right)}=}
{\displaystyle ={\mathcal {S}}+{\frac {T}{2}}\int {{\text{d}}^{\text{2}}\sigma {\sqrt {-h}}h^{ab}\left({\omega _{\mu \delta }-\omega _{\mu \delta }}\right)\partial _{a}X^{\mu }\partial _{b}X^{\delta }+O\left({\omega ^{2}}\right)}={\mathcal {S}}+O\left({\omega ^{2}}\right).}

## Simmetrie locali
L'azione è invariante per diffeomorfismi o trasformazioni di coordinate e anche per le trasformazioni di Weyl.

### Diffeomorfismi
Si consideri la seguente trasformazione:
{\displaystyle \sigma ^{\alpha }\to {\tilde {\sigma }}^{\alpha }\left({\sigma ,\tau }\right);}
essa trasforma il tensore metrico
{\displaystyle h^{ab}\to {\tilde {h}}^{ab}=h^{cd}{\frac {\partial {\tilde {\sigma }}^{a}}{\partial \sigma ^{c}}}{\frac {\partial {\tilde {\sigma }}^{b}}{\partial \sigma ^{d}}}.}
Così si può vedere che
{\displaystyle {\tilde {h}}^{ab}{\frac {\partial }{\partial {\tilde {\sigma }}^{a}}}X^{\mu }{\frac {\partial }{\partial {\tilde {\sigma }}^{b}}}X^{\nu }=h^{cd}{\frac {\partial {\tilde {\sigma }}^{a}}{\partial \sigma ^{c}}}{\frac {\partial {\tilde {\sigma }}^{b}}{\partial \sigma ^{d}}}{\frac {\partial }{\partial {\tilde {\sigma }}^{a}}}X^{\mu }{\frac {\partial }{\partial {\tilde {\sigma }}^{b}}}X^{\nu }=h^{ab}\partial _{a}X^{\mu }\partial _{b}X^{\nu }.}
Conoscendo che la Jacobiana di questa trasformazione è data da
{\displaystyle {\text{J}}=\det \left({\frac {\partial {\tilde {\sigma }}^{\alpha }}{\sigma ^{\beta }}}\right),}
la quale conduce a
{\displaystyle {\text{d}}^{\text{2}}\sigma \to {\text{d}}^{\text{2}}{\tilde {\sigma }}={\text{Jd}}^{\text{2}}\sigma }
{\displaystyle h=\det \left({h_{ab}}\right)\to {\tilde {h}}={\text{J}}^{\text{ - 2}}h,}
si vede che
{\displaystyle {\sqrt {-{\tilde {h}}}}{\text{d}}^{\text{2}}{\tilde {\sigma }}={\sqrt {-h}}{\text{d}}^{\text{2}}\sigma .}
Perciò, sommando questa trasformazione, l'azione non varia.

## Azione di Nambu-Goto
L'azione di Nambu-Goto è la più semplice azione invariante in una teoria di stringa bosonica. Essa è il punto di partenza dell'analisi del comportamento di una stringa, utilizzando i principi della meccanica lagrangiana. Come l'azione relativistica di un punto materiale libero è proporzionale al suo tempo proprio così l'azione relativistica per una stringa è proporzionale all'area del "foglio di mondo" (world-sheet). Ovvero le soluzioni delle equazioni classiche per l'azione di una stringa libera sono le superfici dell'universo con area minima.
L'azione di Nambu-Goto prende il nome da fisici giapponesi Yōichirō Nambu e T. Goto.
L'azione di Nambu–Goto è per definizione proporzionale all'area della superficie e questa azione per una stringa libera risulta essere definita nel seguente modo:
{\displaystyle {\begin{aligned}{\mathcal {S}}&=-{\frac {T_{0}}{c}}\int d{\mathcal {A}}\\&=-{\frac {T_{0}}{c}}\int \mathrm {d} ^{2}\sigma {\sqrt {-h}}\\&=-{\frac {T_{0}}{c}}\int \mathrm {d} ^{2}\sigma {\sqrt {({\dot {X}}\cdot X')^{2}-({\dot {X}})^{2}(X')^{2}}}\end{aligned}}}
dove {\displaystyle T_{0}} è la tensione della stringa e  {\displaystyle c} è la velocità della luce.
In genere, i fisici teorici lavorano in "unità naturali", dove {\displaystyle c} come la costante di Planck {\displaystyle h} e la costante di gravitazione universale {\displaystyle G} sono poste uguali a 1. Inoltre, in parte per motivi storici, usano il parametro {\displaystyle \alpha '} invece di {\displaystyle T_{0}}. Con queste modifiche, l'azione di Nambu-Goto diventa:
{\displaystyle {\mathcal {S}}=-{\frac {1}{2\pi \alpha '}}\int \mathrm {d} ^{2}\sigma {\sqrt {({\dot {X}}\cdot X')^{2}-({\dot {X}})^{2}(X')^{2}}}.}
Queste due forme sono, ovviamente, del tutto equivalenti: scegliere l'una o l'altra è una questione di convenzioni e di convenienza.
In genere, l'azione di Nambu-Goto non è l'azione fondamentale in quanto si preferisce utilizzare l'azione di Poljakov che è classicamente equivalente all'azione di Nambu-Goto, ma è più conveniente per la formulazione quantistica. È tuttavia possibile lo sviluppo di una teoria quantistica delle stringhe partendo dall'azione di Nambu-Goto.

### Testi divulgativi
- Warren Siegel, Particelle,stringhe, Di Renzo Editore, 2008, ISBN 88-8323-204-6.
- Brian Greene, L'Universo Elegante, Einaudi, 2000, ISBN 88-06-15523-7.
- Brian Greene, La Trama del Cosmo, Einaudi, 2004, ISBN 88-06-18091-6.
- Robert Foot, La Materia-Specchio, Macro Edizioni, 2005, ISBN 88-7507-448-8.
- Robert Laughlin, Un Universo Diverso, Codice Edizioni, 2006, ISBN 88-7578-033-1.
- Jeffrey Satinover, Il Cervello Quantico, Macro Edizioni, 2002, ISBN 88-7507-408-9.
- Gordon Kane, Il Giardino delle Particelle, Tea Edizioni, 1997, ISBN 88-502-0125-7.
- Leonard Susskind, Il Paesaggio Cosmico: Dalla teoria delle stringhe al megaverso, Adelphi, 2006, ISBN 88-459-2153-0.
- Peter Woit, Neanche sbagliata. Il fallimento della teoria delle stringhe e la corsa all'unificazione delle leggi della fisica, Codice Edizioni, 2007, ISBN 88-7578-072-2.
- Antonino Palumbo, Rischiare con Dio (dopo Einstein), Edizioni Scientifiche Italiane, 2006, ISBN 88-495-1257-0.
- Antonino Palumbo, L'Unificazione della Conoscenza, Edizioni Scientifiche Italiane, 2008, ISBN 978-88-495-1745-3.

### Manuali
- Michael Green, John Schwarz and Edward Witten, Superstring theory, Cambridge University Press (1987). Il libro di testo originale.
  - Vol. 1: Introduction, ISBN 0-521-35752-7.
  - Vol. 2: Loop amplitudes, anomalies and phenomenology, ISBN 0-521-35753-5.
- Clifford Johnson, D-branes, Cambridge University Press, 2003, ISBN 0-521-80912-6.
- Joseph Polchinski, String Theory, Cambridge University Press, 1998. Un testo moderno.
  - Vol. 1: An introduction to the bosonic string, ISBN 0-521-63303-6.
  - Vol. 2: Superstring theory and beyond, ISBN 0-521-63304-4.
- Barton Zwiebach, A First Course in String Theory, Cambridge University Press, 2004, ISBN 0-521-83143-1. Sono disponibili correzioni  online.